# Незабута пісня
«Незабута пісня» — радянський художній фільм 1973 року, знятий режисером Равілем Батировим на кіностудії «Узбекфільм».

## Сюжет
Білорусь — у вогні Великої Вітчизняної війни. Коли після поневірянь лісами Саттар приносить свого пораненого друга в рідне село, там уже господарюють німці. Батьки ховають обох у хаті. Тут Саттар знайомиться із Мариною. Несподівано з'являються гітлерівці і, не знайшовши солдатів, відводять батька Миколи. Щоб врятувати його, узбецький хлопець віддає себе до рук фашистів. Але пізно — батька Миколи вже розстріляли, полонених відправляють за колючий дріт. Бігши з табору, Саттар стає відомим партизаном на прізвисько Казбек. Після війни він приїжджає до білоруського села і дізнається від Миколи, що Марина живе у сусідньому селі. Саттар зустрічається з нею, але це вже інша Марина — так змінила її війна. З гіркотою в серці їде Саттар, але він ніколи не забуде пісню про кохання та війну, почуту ним у Білорусії у ті вогняні роки.

## У ролях
- Рустам Сагдуллаєв — Саттар
- Світлана Суховєй — Марина
- Кіра Головко — Ганна Максимівна, мати
- Юрій Баталов — Микола
- Павло Кормунін — Григорій Іванович
- Борис Владомирський — Романович
- Геннадій Гарбук — хуторянин
- Олександр Леньков — Курчонок
- Володимир Січкар — Герасим Шпак
- Костянтин Веремейчик — Окулич
- Ніна Кононович — Ніна
- Наталія Трисвєтова — лже-Марина
- Нінель Жуковська — епізод
- Лідія Мордачова — епізод
- Новомир Агейчик — Степан
- Юрій Кухарьонок — шофер
- Василь Молодцов — поранений червоноармієць
- Олександр Владомирський — Петя «Посмішка»
- Ляонас Цюніс — німецький офіцер
- Геннадій Ніколаєв — поліца
- А. Букаєв — німецький солдат
- Віктор Проскурін — Петро
- Юрій Лєсной — німецький офіцер
- Михайло Матвєєв — перекладач
- Юрій Богомолов — німецький солдат
- К. Карімов — лже-Казбек
- Віталій Юдчиць — епізод
- В. Бурак — епізод
- Олександр Кашперов — Сашко
- Марія Бєлінська — селянка
- В'ячеслав Галуза — німецький солдат
- Кір Євлампієв — епізод

## Знімальна група
- Режисер — Равіль Батиров
- Сценаристи — Файзулла Ходжаєв, Дмитро Холендро
- Оператор — Трайко Ефтимовський
- Композитор — Лариса Критська
- Художник — Нариман Рахімбаєв